# Charles Bird King

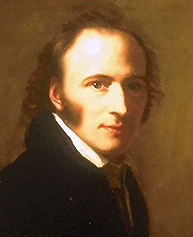
Autorretrato, 1815

Charles Bird King (Newport, 26 de septiembre de 1785 – Washington, 18 de marzo de 1862) fue un artista estadounidense conocido por sus retratros de nativos de los Estados Unidos a petición del Bureau of Indian Affairs. 
Era el hijo único de Deborah y Charles Bird. Su padre era un veterano de la guerra de independencia de los Estados Unidos asesinado por indios cerca de Marietta.
A los 15 años estudió en Nueva York con Edward Savage, y con 20 fue a Londres para estudiar en la Royal Academy con Benjamin West entre otros artistas.
Trabajó en Filadelfia, Baltimore y Richmond antes de asentarse en Washington.

## Galería seleccionada

Retratos de Charles Bird King
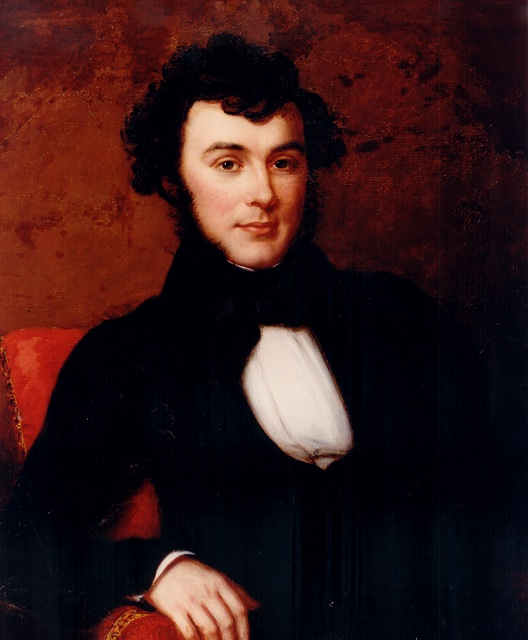
George Washington Adams
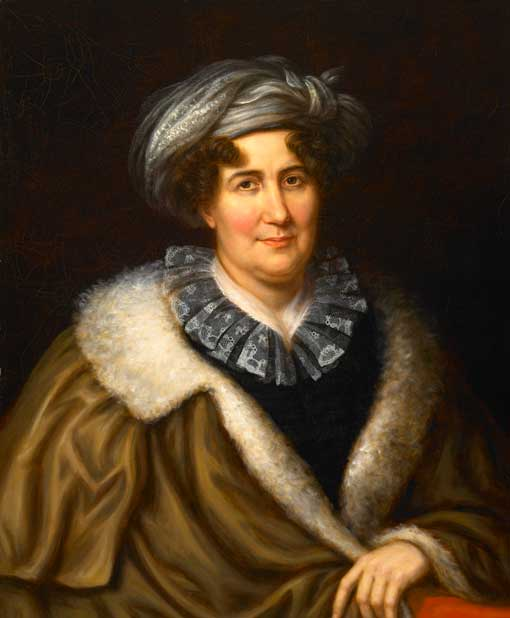
Margaret Bayard Smith
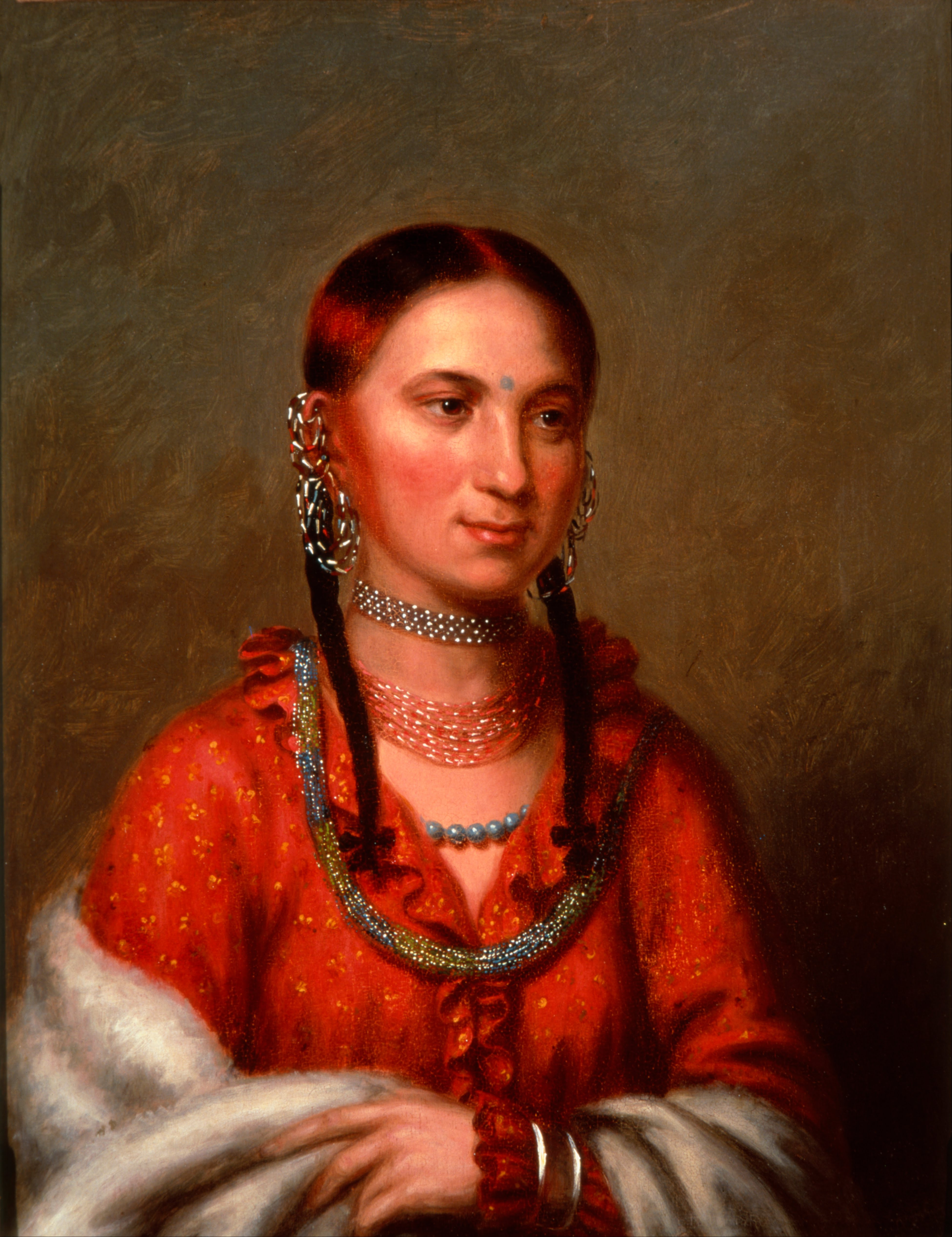
Hayne Hudjihini de los otoe c. 1822
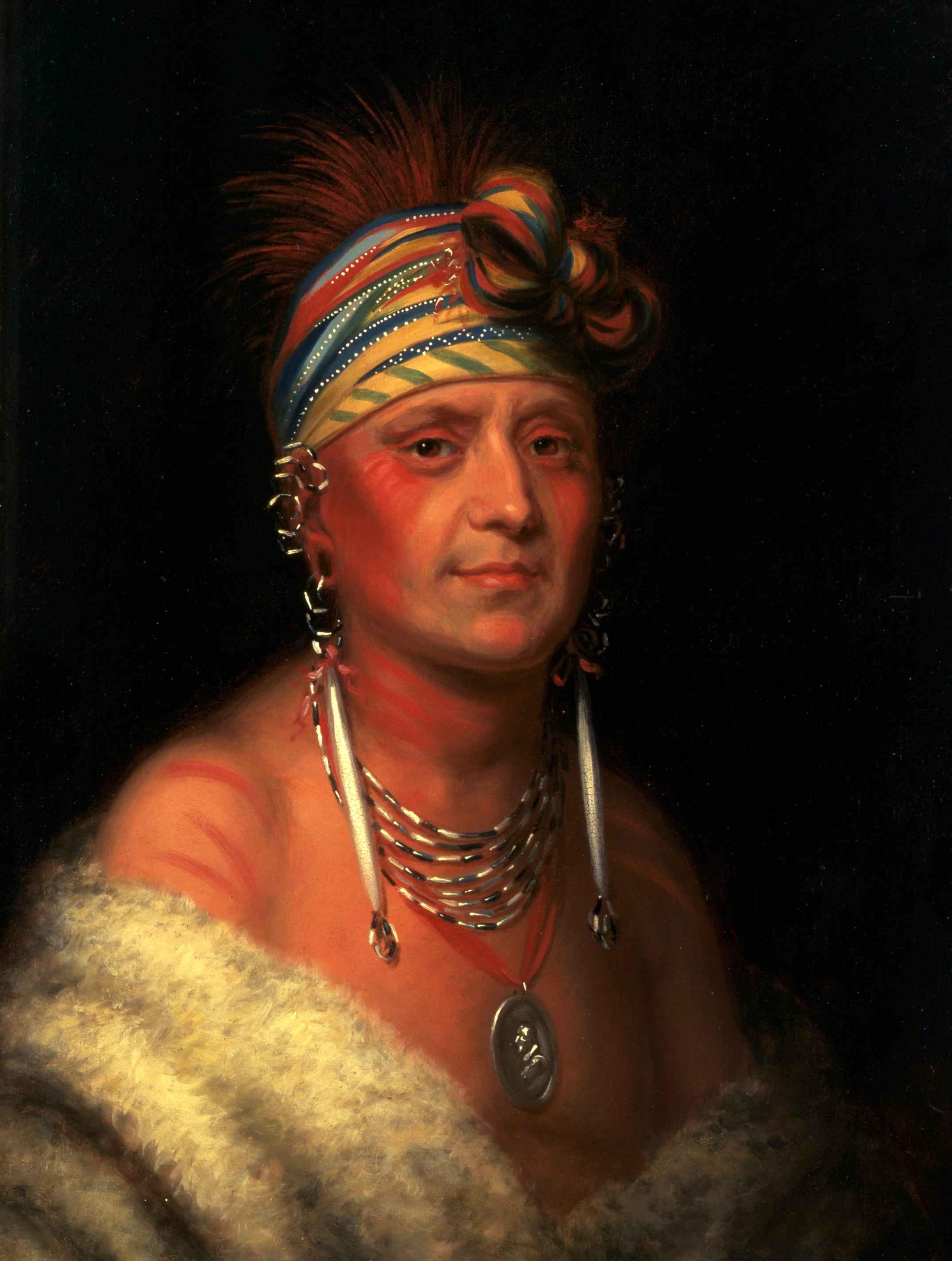
Monchousia de la tribu kaw c. 1822
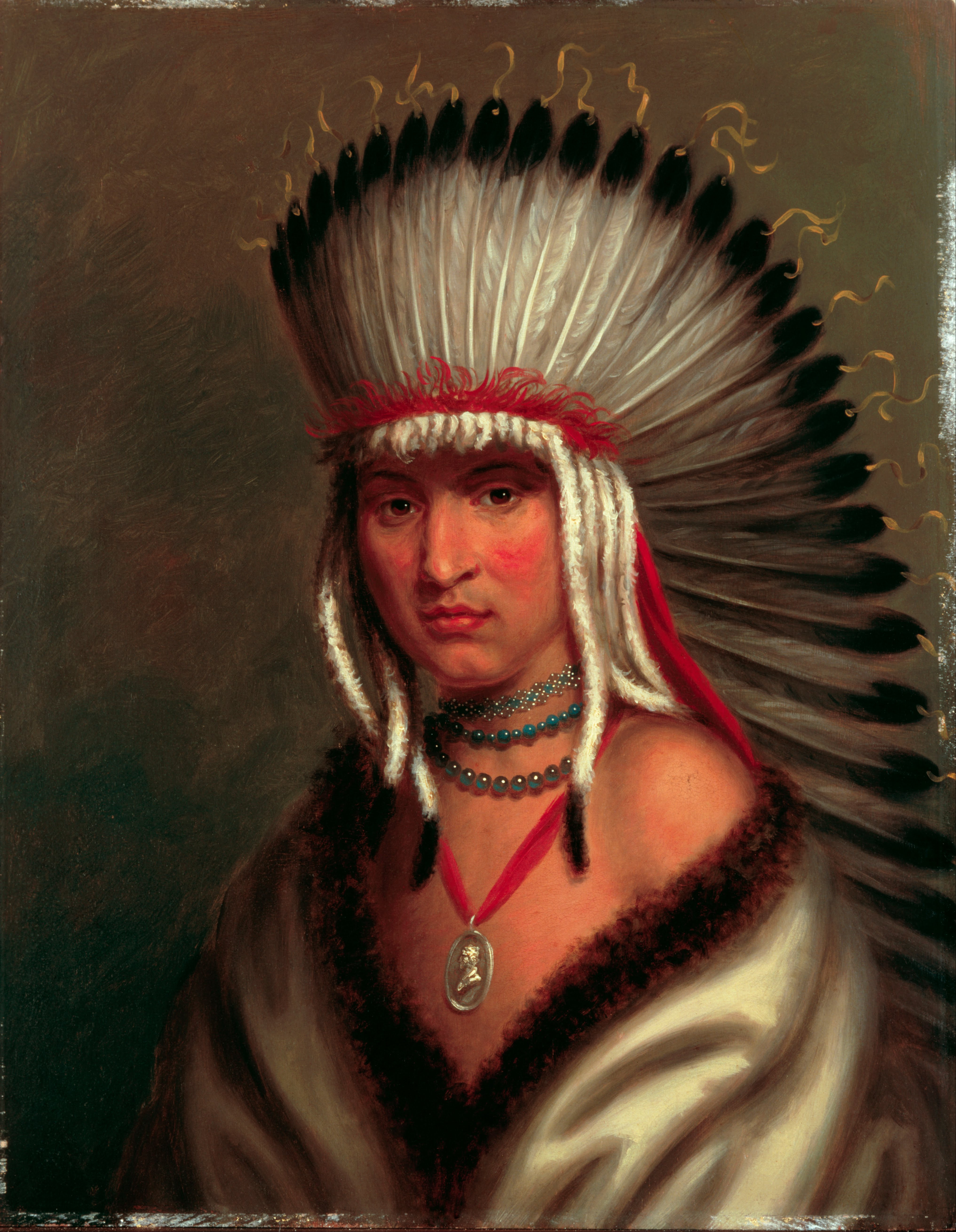
Petalesharo de los pawnee c.1822